# Kinabalu
Kinabalu (malajsky Gunung Kinabalu, anglicky Mount Kinabalu) je s 4095 metry nadmořské výšky nejvyšší horou Malajsie a zároveň nejvyšší horou ostrova Borneo. Hora se nachází v severovýchodní části ostrova v malajsijském spolkovém státě Sabah na území národního parku Kinabalu. První zaznamenaný výstup na horu uskutečnil roku 1851 britský koloniální správce Hugh Low, po němž je pojmenován nejvyšší vrchol. 
Hora Kinabalu je nejvyšším vrcholem stejnojmenného přírodního parku, který byl v roce 2000 zapsán na seznam Světového dědictví UNESCO.

## Výstup
V současné době je výstup na Kinabalu možný jen po klasické výstupové cestě. Výstup je přísně regulován a není možný bez průvodce a bez zaplacení příslušných poplatků. Ty jsou vyšší pro cizince. Existuje možnost výstupu za nižší cenu pro občany Malajsie, pokud se dostavíte na recepci parku v deset hodin dopoledne a pokud je v ten den zrušená rezervace.
První den se stoupá od Timpohon Gate (1866 m) k horským chatám ve výšce kolem 3270 m, kde se nocuje. Druhý den se začíná kolem druhé hodiny po půlnoci, na vrcholu jsou turisté obvykle před východem slunce. Následuje sestup k chatám a dlouhý sestup do výchozího bodu. Stravování je obvykle zahrnuto v ceně a je nabízeno na největší chatě Laban Rata formou samooblužného bufetu (tzn. večeře a dvě snídaně).
Trasa vede po upraveném turistickém chodníku, na několika exponovanějších místech ve vyšších partiích jsou vybudovány dřevěné schody s lanovým zábradlím a cestou na vrcholové plató leží na skále, která může být mokrá či namrzlá, jistící lana. Je třeba se připravit na nízkou teplotu a možnost špatného počasí.
Túra je atraktivní díky bohatým přírodním podmínkám, a mnohým endemitům, kterými národní park Kinabalu oplývá. Při dobrém počasí se nabízí daleké rozhledy na celé severní Borneo. Zajímavostí je geomorfologie, způsobená dávnou ledovcovou činností a skalní sesuvy, způsobené zemětřesením roku 2015. To si bohužel vyžádalo 18 obětí a 11 zraněných z řad turistů a horských vůdců.
Hora je posvátná, podle místních v ní sídlí duchové předků. Místní se shodují v tom, že zemětřesení bylo způsobeno nevhodným chováním několika západních turistů šest dní před zemětřesením (focení nahých fotografií a močení). Podle domorodců může dokonce i malý kámen, sebraný jako suvenýr, přinést smůlu.[zdroj⁠?!]

## Via ferrata
Zajištěná cesta Mountain Torq má dvě prvenství. Je první via ferratou v Asii a zřejmě i nejvyšší na světě (3776 m). Přístup na ní je možný jen v organizované skupině a s tím spojeným ubytováním na chatě Pendant Hut, která se nachází v blízkosti chaty Laban Rata.

## Galerie

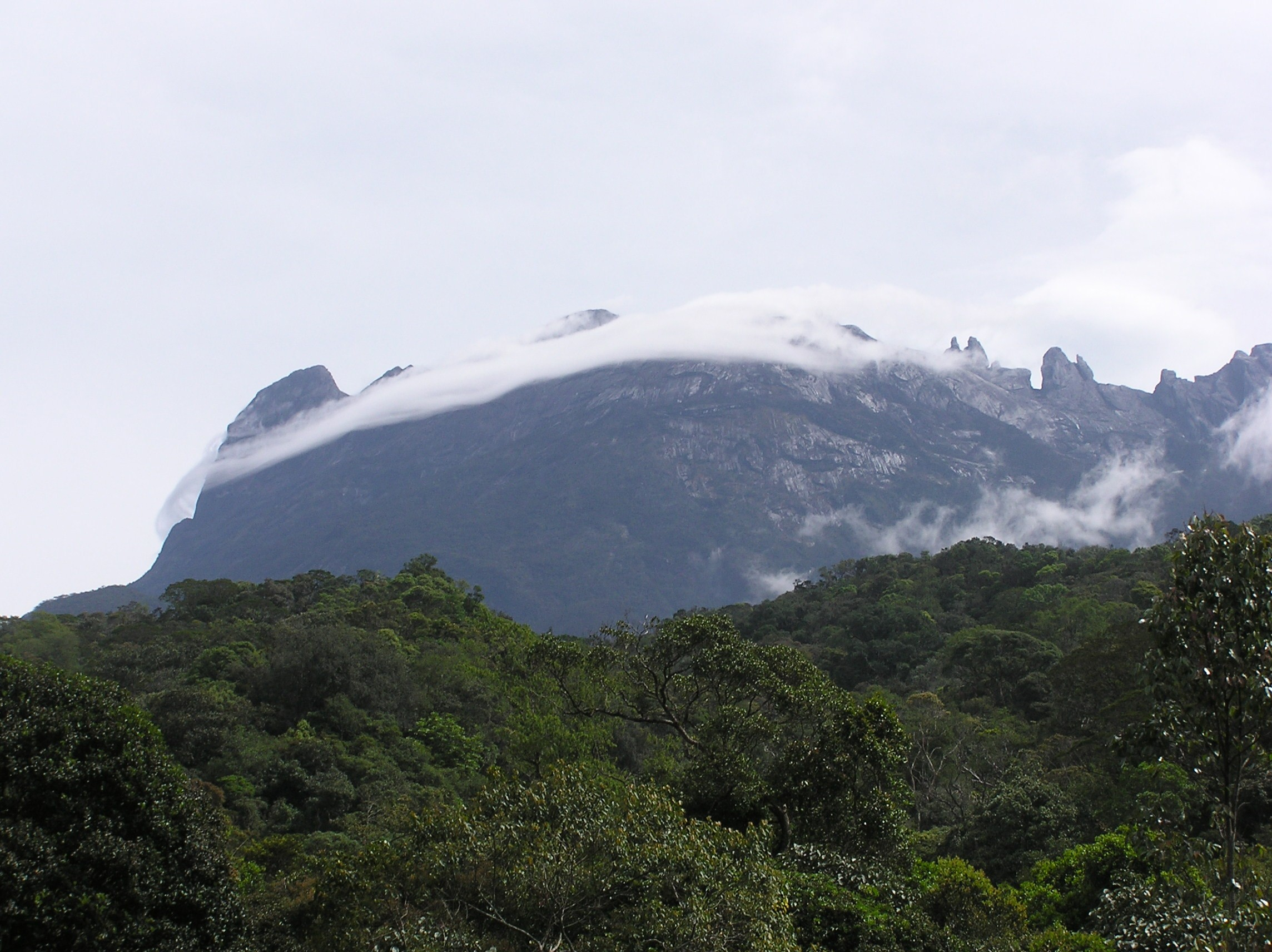
Kinabalu a typická vrcholová oblačnost
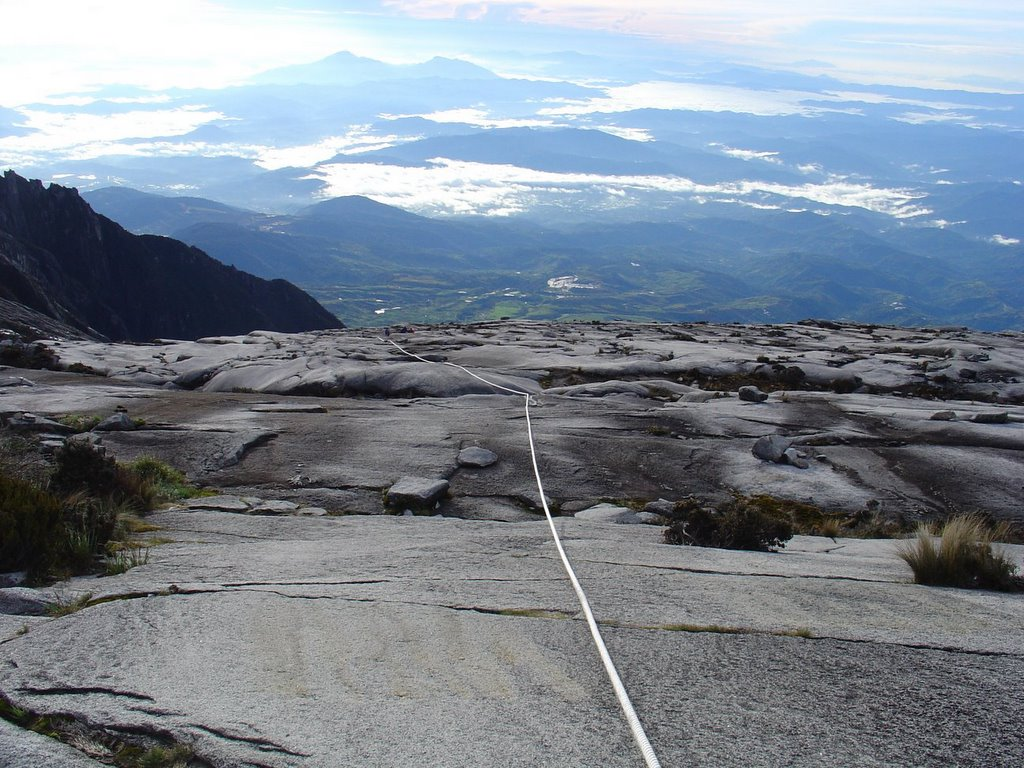
Vrcholová partie
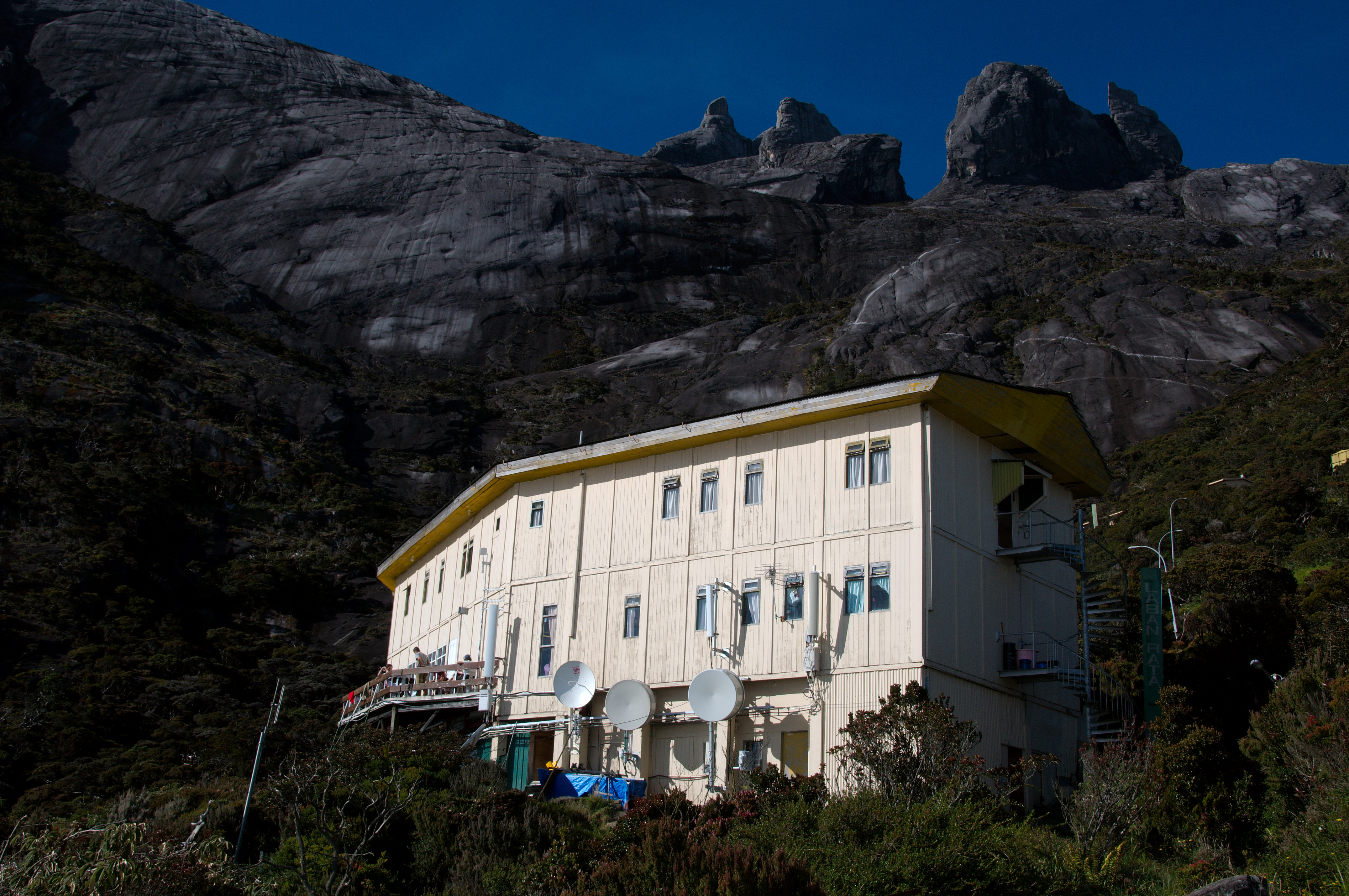
Horská chata Laban Rata
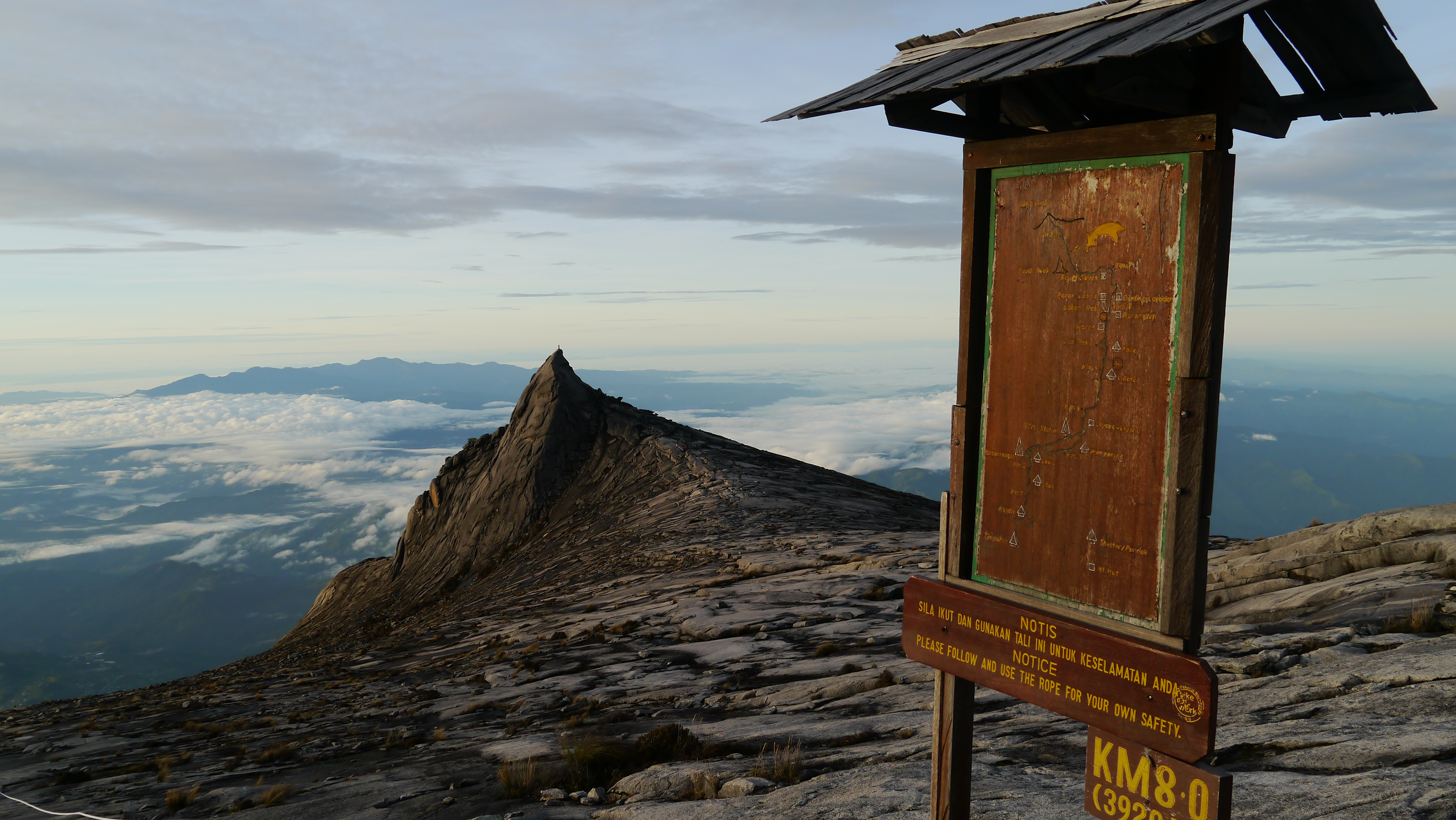
South Peak
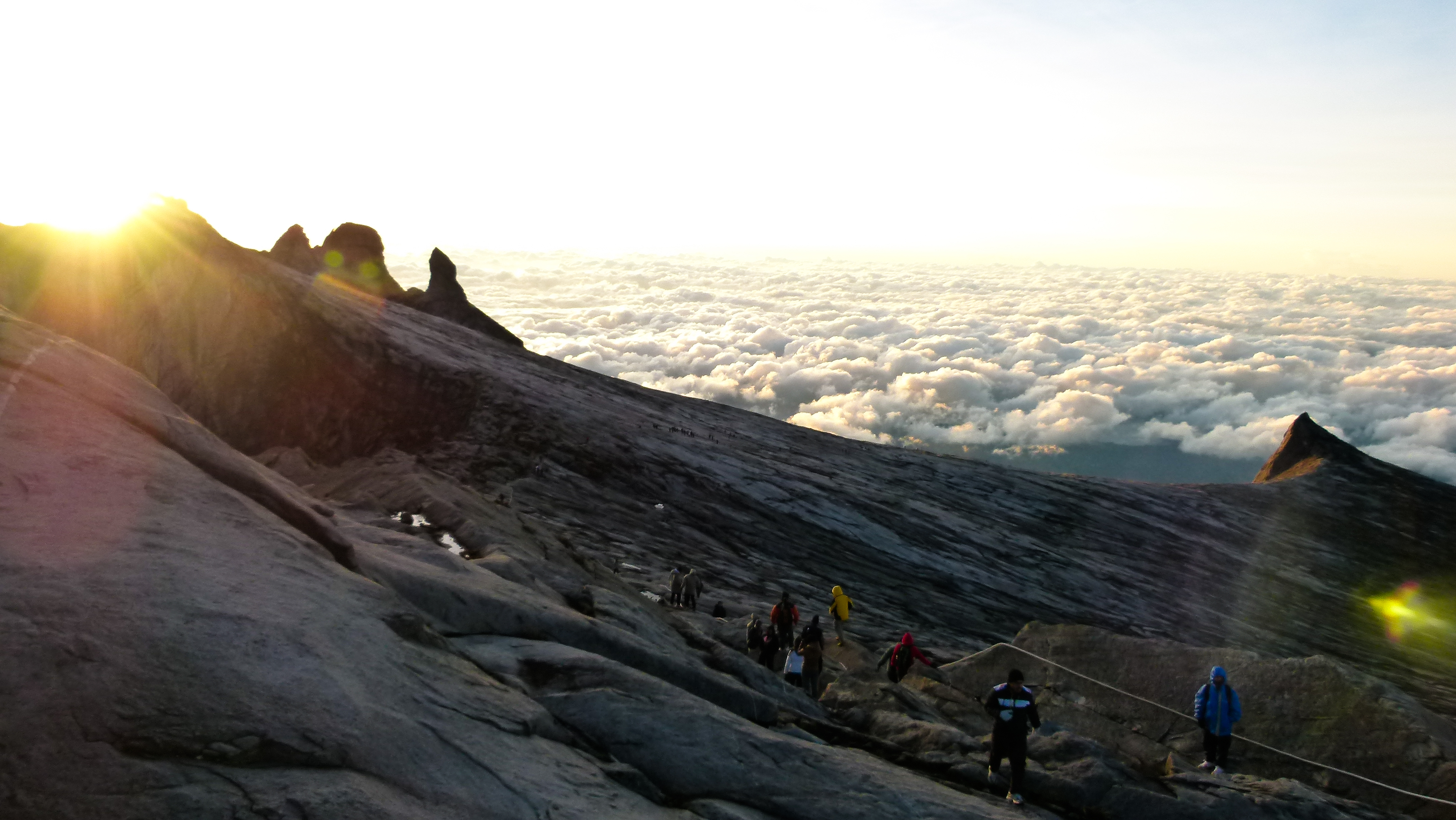
V blízkosti vrcholu Kinabalu
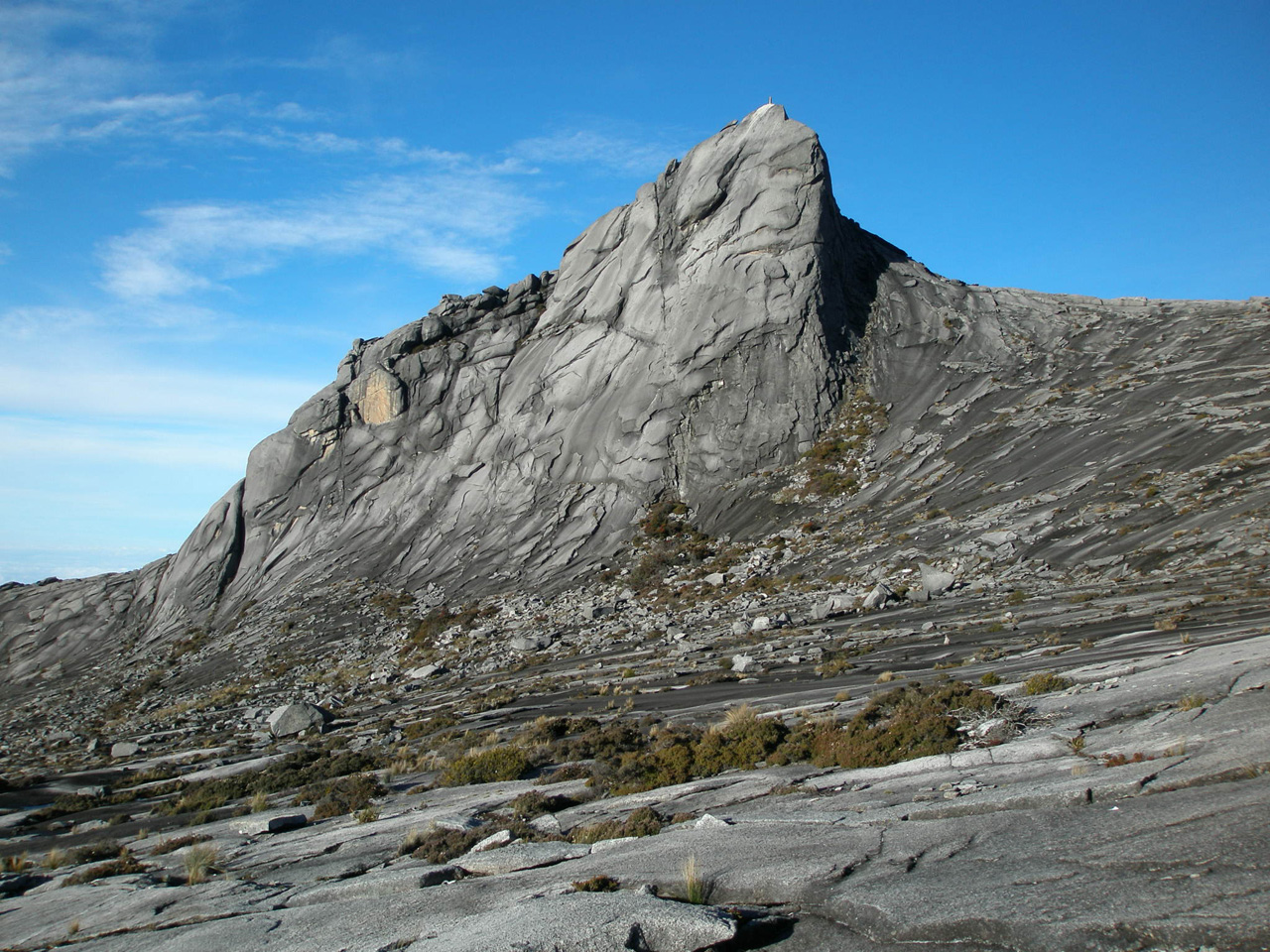
Vrchol Kinabalu
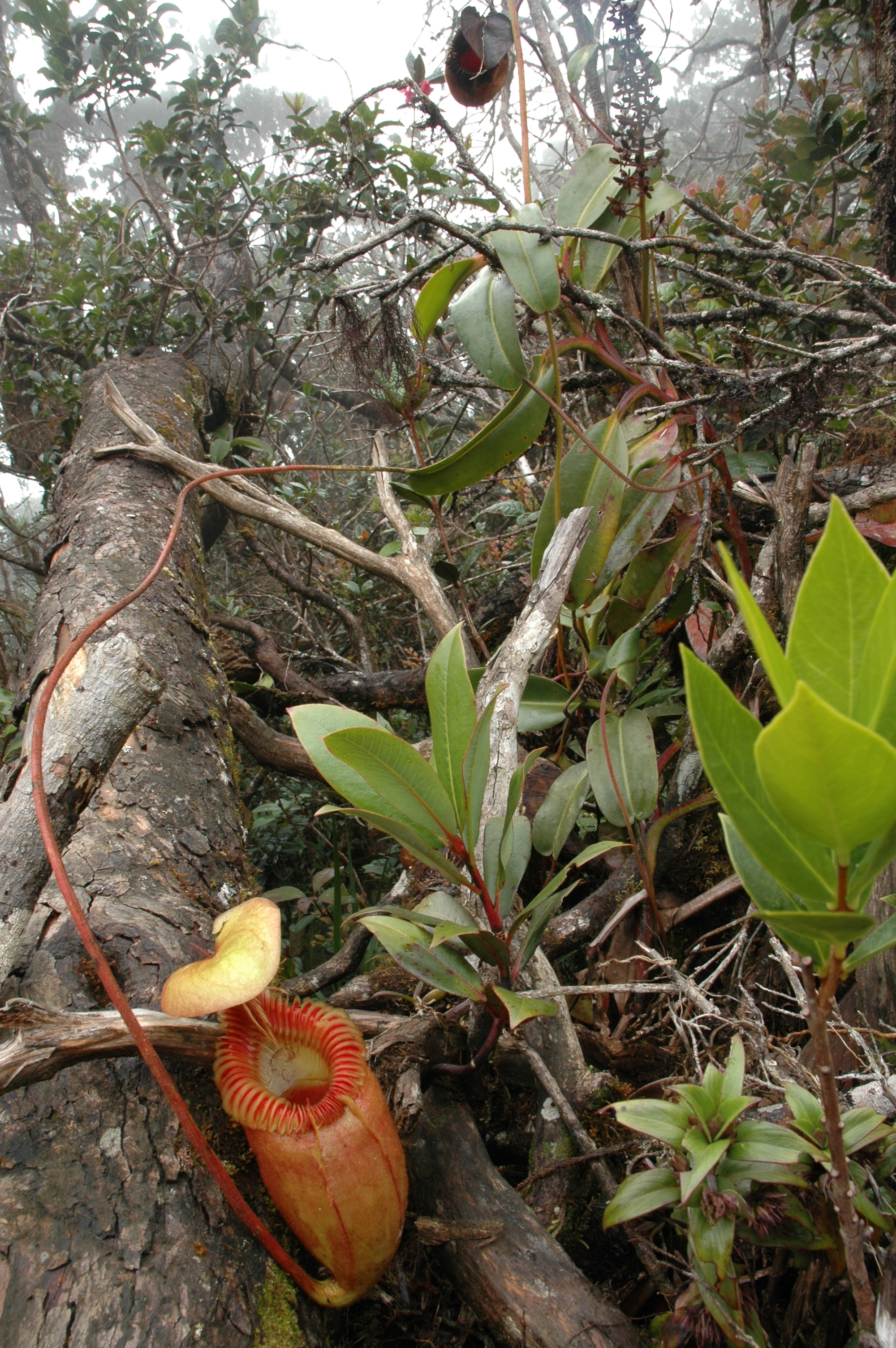
Endemitická láčkovka Nepenthes villosa
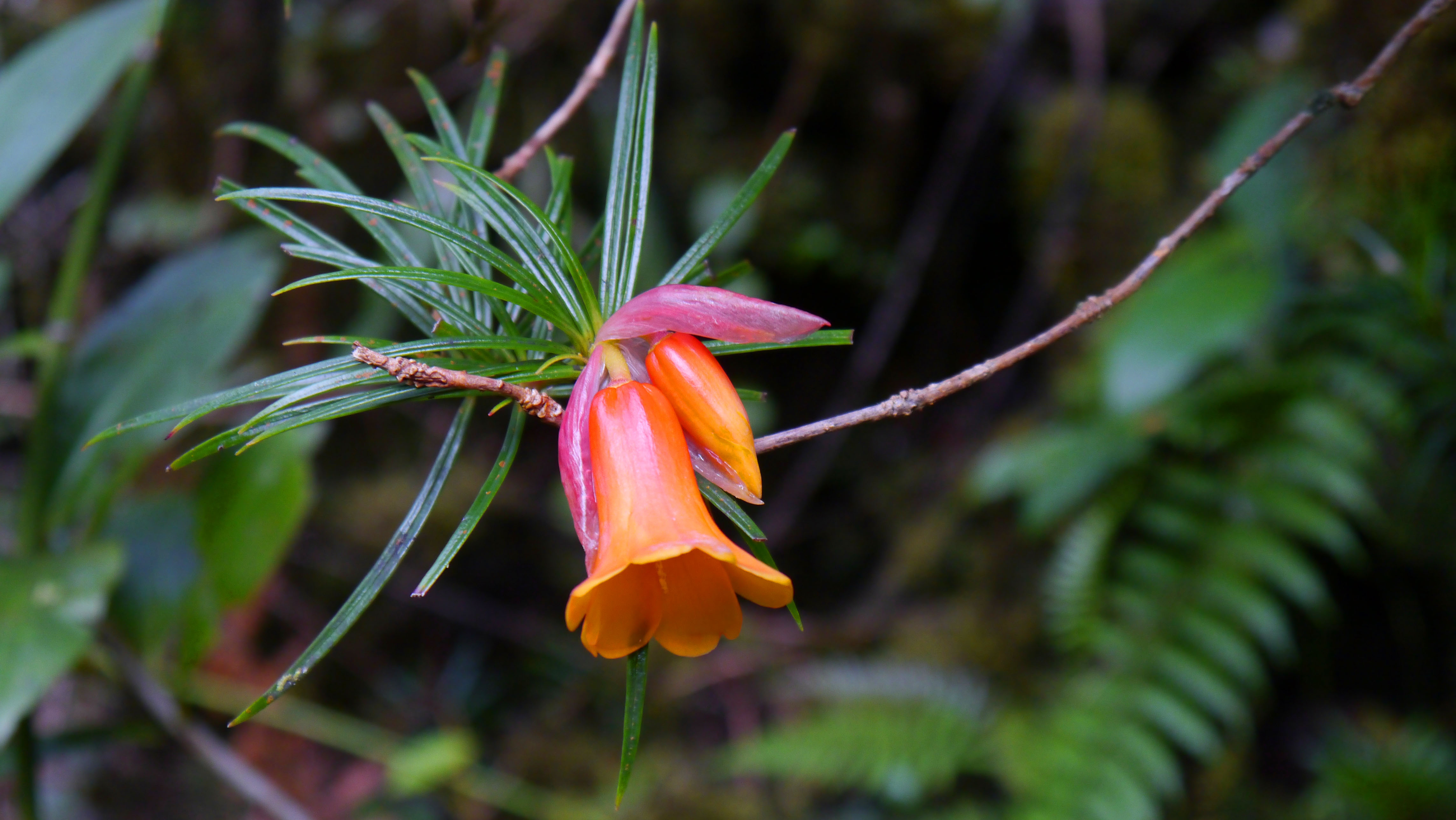
Rhododendron stenophyllum
Vlajka Sabahu se symbolem Kinabalu